# 希道什·朱迪斯
希道什·朱迪斯（匈牙利語：Hidasi Judit，1948年7月11日—），匈牙利語言學家，布达佩斯商科大学国际关系学院教授，布達佩斯商科大學教授。

## 生平
是一名匈牙利女語言學家。她出生於1948年7月11日在匈牙利第二共和國布达佩斯。
她拿了1971年英語和俄語語言學硕士1976年在普通语·应用语言学文學碩士在布厄特沃什·羅蘭大學。
她在1971年开始职业生涯。
1988年，她被任命為匈牙利布達佩斯商學院 俄語學系主任，直到1992年擔任部門主管。
在1992年，她創辦了東方通信科學研究所，並一直領導到1998年。
并于1997年她获得大学特许任教资格。
從1998年至2001年擔任匈牙利的教育部國際雙邊關係司副主任，并匈牙利獎學金委員會 (MÖB) 秘書。
1999年被任命為大學教授。
自2012年起，她教了在早稻田大学, 白百合女子大學, 城西大學, 國立臺灣大學。

## 出版物
- (PDF). Intercultural Communication Studies: 117–122.   [2016-06-10]. （原始内容 (PDF)存档于2016-08-18） （英语）.
- Intercultural Communication: An outline, Sangensha, Tokyo, 2005. （英文）
- Judit Hidasi（希道什·朱迪斯）. . Child Research Net. 2014-06-16  [2016-06-10]. （原始内容存档于2019-06-30） （中文）.